# Ryuzo Hiraki
Ryuzo Hiraki (7 octombrie 1931 - 2 ianuarie 2009) a fost un fotbalist japonez.

## Statistici
| Japonia | Japonia | Japonia |
| An      | Meciuri | Goluri  |
| ------- | ------- | ------- |
| 1954    | 3       | 0       |
| 1955    | 4       | 0       |
| 1956    | 3       | 0       |
| 1957    | 0       | 0       |
| 1958    | 4       | 0       |
| 1959    | 10      | 1       |
| 1960    | 1       | 0       |
| 1961    | 2       | 0       |
| 1962    | 3       | 0       |
| Total   | 30      | 1       |